# Бібліотека імені Симона Петлюри
Бібліотека імені Симона Петлюри — найстаріша українська інституція в Західній Європі, осередок українського культурного життя у Франції. Розташована в Парижі.

## Історія
Заснована у 1926 році з ініціативи Комітету вшанування пам'яті Симона Петлюри, який передав на її створення перші фонди. Значну підтримку також надали Уряд Української Народної Республіки в екзилі у Польщі та редакція часопису «Тризуб». З 1927 року підготовчу роботу проводила Статутна рада бібліотеки в складі: В. Прокопович (голова), І. Косенко, І. Рудичів, О. Удовиченко, О. Шульгін. Офіційне відкриття відбулося 25 травня 1929 року. Зусиллями української еміграції бібліотека 1940 року зібрала фонди, що нараховували бл. 15 тисяч томів, мала багато комплектів періодичної преси, архівих матеріалів. До її складу входив музей Симона Петлюри, в якому зберігалися його речі та обстановка кімнати, де він проживав у Парижі. Було відкрито філії в чотирьох містах Франції та Люксембурзі. Під час Другої світової війни 20 січня 1941 року фонди бібліотеки конфіскувало гестапо, їх вивезли до Німеччини. 21 січня 1941 року відібрана архівна збірка. 15 лютого 1941 р. приміщення бібліотеки було остаточно ліквідоване. У повоєнні роки розшуки не дали позитивних результатів. Лише 26 квітня 1946 р. бібліотека знову відкрилася, маючи у своєму фонді всього 57 книг. Однак завдяки пожертвам та придбанням фонди швидко поповнювалися, особливо періодикою. Були віднайдені колекція української періодики та частина архівних збірок (архіви періоду визвольних змагань. Української дипломатичної місії на мирній конференції в Парижі 1919 року Української дипломатичної місії в Парижі), збереглася також інвентарна книга бібліотеки на близько 20 тис. томів. Завдяки даруванням та закупці поповнились архівні фонди (наприклад, 664 архівні одиниці, в тому числі 21 лист С. Петлюри, отримано від М. Шуміцького).
За даними сучасних досліджень, значна частина бібліотечних та архівних фондів була вивезена до СРСР і зосереджена в Москві, згодом окремі видання потрапили до бібліотек Києва та Мінська (Білорусь). Відродження бібліотеки розпочалося 1945 року шляхом нової комплектації фондів. 1968 року дирекція виграла судовий процес проти уряду ФРН і домоглася виплати компенсації за заподіяні в роки війни збитки, що дало змогу придбати нове приміщення та значно поповнити зібрання.

## Фонди бібліотеки
Нині фонди бібліотеки складають бл. 30 тисяч томів, значну цінність мають відділи періодичної преси та архівних матеріалів. При бібліотеці відновлено Музей Симона Петлюри, з 1990 діє також постійна військово-історична виставка, присвячена добі Української Народної Республіки 1917–20 років. Виходить щорічний бюлетень. Від 1991 року бібліотека має своє представництво в Києві.

## Адреса
Адреса бібліотеки — 6 Rue de Palestine, 75019, Париж, Франція.

## Джерело
- «Енциклопедія історії України», стаття С. І. Кота «Бібліотека Симона Петлюри в Парижі».